# 1848-as havasalföldi forradalom
Az 1848-as havasalföldi forradalom a román liberális és romantikus nacionalista mozgalom felkelése volt az Orosz Birodalom befolyása alatt álló Havasalföldi fejedelemségben. Az eseménysorozat szerves részét képezte az 1848-ban kitört forradalmi hullámnak, a népek tavaszának és a szomszédos román fejedelemségben, Moldvában is hasonló, kudarcba torkollott felkelésre került sor. A havasalföldi forradalmárok az Oroszország által kinevezett kormányzatot, a Szervezeti Szabályzatok rezsimjét (Regulamentul Organic) akarták megdönteni és céljaik között szerepelt a román nemesi réteg, a bojárok kiváltságainak eltörlése is. A forradalmi csoportosulás vezetői a fiatal értelmiség és katonatisztek közül kerültek ki, és sikeresen eltávolították a hatalomból Gheorghe Bibescu herceget. Győzelmük után egy ideiglenes kormányt hoztak létre régensi pozícióval, és az islazi kiáltványban jelentős progresszív reformokat jelentettek be.
A forradalom gyors sikere és a lakosság széleskörű támogatása ellenére a mozgalom hatalomra kerülése után hamar nehézségekbe ütközött. Kiéleződött a feszültség a forradalmárok radikálisan liberális és konzervatívabb csoportjai között, elsősorban a földreform kérdése képezett komoly törésvonalat. Két gyors egymást követő sikertelen konzervatív puccskísérlet súlyosan meggyengítette a forradalmi kormány pozícióját és a protektorátusukat elvesztő oroszok is minden diplomáciai eszközzel igyekeztek elizolálni a rebellis Havasalföldet. Végül a két rivális regionális nagyhatalom, az Oszmán és és az Orosz Birodalom összefogott és egy közös katonai intervencióval megdöntötte a forradalmi kormányt. A havasalföldi forradalom ugyan elbukott, de az 1848-as forradalmi hullám sok másik helyszínéhez hasonló módon az államhatalom a következő évtizedben  fokozatosan bevezette a liberálisok által követelt reformokat. Az 1848-as forradalom vezető alakjai később újra fontos szerephez, jutottak amikor az ő köreikből alakult ki az egyesült Románia első politikai elitje.

## Háttér
Az 1828–1829-es orosz–oszmán háborút követően a két román fejedelemség, Havasalföld és Moldva Oroszország közvetlen felügyelete alá kerültek, az orosz befolyást pedig a Szervezeti Szabályzatok (románul Regulamentul Organic) elnevezésű, kvázi alkotmányként funkcionáló dokumentum szabályozta. A közvetlen orosz katonai megszállás évei után a terület ismét sz oszmánok hűbéres államává vált, de az oroszok továbbra is fenntartották beleszólásukat a havasalföldi belügyekbe. A két nagyhatalom közös megegyezése alapján a trónra X. Sándort ültették 1834-ben, azonban ez a lépés komoly ellenérzéseket szült, ugyanis az általuk 8 évvel korábban aláírt akkermani egyezményt felrúgva teljesen kihagyták a döntéshozatalból a havasalföldi bojárok alkotta nemzetgyűlést. Sándor fejedelem így a politikai spektrum mindkét oldaláról ellenállásba ütközött és még a parasztság növekvő elégedetlenségével is szembe kellett néznie. 1833-ban létrejött az első liberális társaság, a Societatea Filarmonică (Filharmónikusok Társasága), amely román kultúra fejlődésének segítését tűzte ki céljául.
Az oroszellenes érzelmek 1834-ben tetőztek, amikor Oroszország egy kiegészítő cikkelyt készített elő a  Regulamentul Organichoz. A tervezet magába foglalta, hogy a román fejedelemségek nemzetgyűlései nem módosíthatják az alaptörvényt a két nagyhatalom beleegyezése nélkül. A havasalföldi nemzetgyűlés képviselői, köztük a radikális Ioan Câmpineanu hiába tiltakoztak, 1838-ban X. Sándor fejedelem és I. Abdul-Medzsid oszmán szultán is elfogadták az új törvényt.
Câmpineanu, aki a Regulamentul Organic teljes eltörlését és új, reformista alapokon alapuló alkotmány létrehozását követelte, számüzetésbe kényszerült, de továbbra is befolyásos maradt a fiatal román politikusi réteg körében mind Havasalföldön, mind Moldvában. Ez csoportosulás, amely jellemzően fiatal, sokszor külföldön tanult bojárokból állt, ihletet merített az olaszországi carbonari mozgalom és még az utópista szocializmus eszméiből is. Ők voltak az elsők nyíltan a román nemzeti függetlenséget, Havasalföld és Moldva egyes